# Алея каштана кінського (пам'ятка природи, Хмельницький)
Але́я кашта́на кі́нського — ботанічна пам'ятка природи місцевого значення в Україні. Розташована в межах міста Хмельницький, вул. В. Чорновола, 24 (територія відкритого акціонерного товариства «Хмельницький обласний пивзавод»). 
Площа 0,5 га. Статус надано згідно з рішенням облвиконкому № 213 від 14.07.1977 року. Перебуває у віданні: ВАТ «Хмельницький обласний пивзавод». 
Статус надано з метою збереження алеї з насадженнями каштана кінського (гіркокаштана). Довжина алеї понад 100 м.